# Стевенс, Рон
Рональдус Корнелис Стевенс (нидерл. Ronaldus Cornelis Stevens; 15 февраля 1959, Линден) — голландский гребец-байдарочник, выступал за сборную Нидерландов в первой половине 1980-х годов. Участник двух летних Олимпийских игр, серебряный призёр чемпионата мира, победитель многих регат национального и международного значения.

## Биография
Рон Стевенс родился 15 февраля 1959 года в городе Линдене провинции Гелдерланд. Активно заниматься греблей начал в раннем детстве, проходил подготовку в спортивном клубе «Куо Вадис» в селе Koog aan de Zaan.
Впервые заявил о себе в 1980 году, приняв участие в летних Олимпийских играх в Москве — стартовал здесь сразу в трёх разных дисциплинах: в двойках на километровой дистанции сумел дойти до финала и финишировал в решающем заезде седьмым, тогда как в двойках на пятистах метрах и в четвёрках на тысяче метрах не добрался даже до полуфинальной стадии.
Первого серьёзного успеха на взрослом международном уровне добился в 1982 году, когда попал в основной состав голландской национальной сборной и побывал на чемпионате мира в югославском Белграде, откуда привёз награду серебряного достоинства, выигранную в двойках на дистанции 10000 метров совместно с напарником Гертом Яном Леббинком — лучше в финальном заезде финишировал только французский экипаж Бернара Брежона и Патрика Лефулона.
Благодаря череде удачных выступлений Стевенс удостоился права защищать честь страны на Олимпийских играх 1984 года в Лос-Анджелесе — в составе четырёхместного экипажа вместе с тем же Леббинком дошёл до полуфиналов в гонках на 500 и 1000 метров. Вскоре по окончании этих соревнований принял решение завершить карьеру профессионального спортсмена, уступив место в сборной молодым голландским гребцам.